# Ionel Mihăilescu
Ionel Mihăilescu (n. 21 mai 1959 la Constanța) este un actor român de teatru și film.

## Biografie
A absolvit cursurile Academiei de Teatru și Film din București (promoția 1987). A fost căsătorit cu actrița Oana Ștefănescu. În prezent joacă pe scena Teatrului Odeon din București.

## Filmografie
- Salutări de la Agigea (1984) — șofer de basculantă
- Acasă (1984)
- Moromeții (1987) — Paraschiv, fiul cel mare al lui Ilie
- Tusea și junghiul (1992) — flăcăul care o conduce prin pădure pe fata babei
- Balanța (1992)
- Femeia în roșu (1997)
- Triunghiul morții (1999) — ofițerul care citește sentința de condamnare a col. Crăiniceanu
- Ultimul stinge lumina  (2004)
- Cu un pas înainte, serial PRO TV, 2007-2008
- Bună, ce faci? (2011)
- Iubire și onoare, serial Acasă TV, 2010-2011 - Yuri
- Sunt o babă comunistă (2013)
- Funeralii fericite (2013)
- America, venim (2014)
- Un Crăciun Altfel (2014)
- Cine a ucis Crăciunul? (2016)